# Archicebus
Archicebus é um gênero de primata fóssil da família Archicebidae, sendo também o único gênero dentro da família. Seus restos fósseis foram encontrados na formação Yangxi na província de Hubei, China. A descoberta do A. achilles sustenta à hipótese de que os primatas se originaram na Ásia, e não na África.

## Etimologia
O nome genérico, Archicebus, derivo do grego arche (ἀρχή), início, e do latim cebus, versão do grego para kêbos (κῆβος), macaco. O epíteto específico, achilles é referência a Aquiles, herói grego da Guerra de Troia na mitologia grega.

## Taxonomia
A. achilles exibe semelhanças com os símios no que diz respeito à forma de seu calcâneo e as proporções de seus metatarsos, mas o crânio, dentes e esqueleto apendicular se assemelham aos dos társios. De acordo com a análise filogenética, todas essas características em conjunto sugerem que ele é o mais basal membro do clado Tarsiiformes dentro da subordem Haplorrhini. Considerando sua idade, e desde que os símios formam um grupo-irmão com o Tarsiiformes, A. achilles pode se assemelhar ao ancestral comum de Haplorrhini e, possivelmente, ao último ancestral comum de todos os primatas.

## Distribuição
O fóssil foi descoberto na formação Yangxi e datado do Eoceno Inferior entre 55.8 e 55.4 milhões de anos atrás. A área está localizada próximo a cidade de Jingzhou ao sul da província de Hubei, China.